# Aleksiej Gendre
Aleksiej Andriejewicz Gendre, ros. Алексей Андреевич Жандр - trans. ros. Aleksiej Andriejewicz Żandr (ur. 1776, zm. 29 listopada 1830 w Warszawie) – generał major Armii Imperium Rosyjskiego, członek sztabu Wielkiego Księcia Konstantego, funkcjonariusz policji tajnej przybocznej Konstantego. Zginął w czasie ataku na Belweder w Warszawie w czasie Nocy Listopadowej, zakłuty bagnetami sprzysiężonych.